# Red Lick (Teksas)
Red Lick je grad u američkoj saveznoj državi Teksas. Prema popisu stanovništva iz 2010. u njemu je živjelo 1.008 stanovnika.